# Marco Gonzales

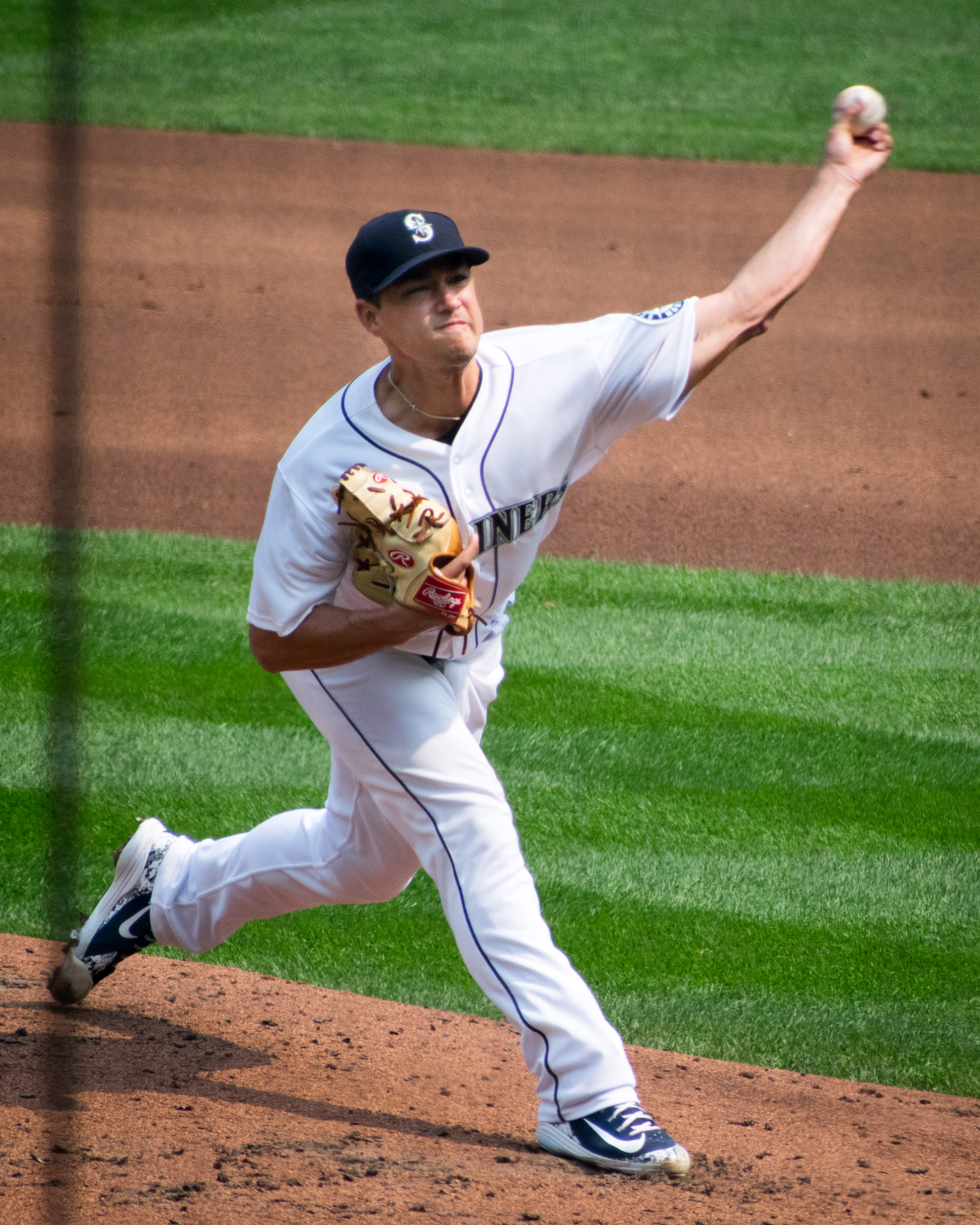
Marco Gonzales, 2018.

Marco Elias Gonzales, född 16 februari 1992 i Fort Collins i Colorado, är en amerikansk professionell basebollspelare som spelar som pitcher för Seattle Mariners i Major League Baseball (MLB). Han har tidigare spelat för St. Louis Cardinals.
Gonzalez blev vald i 2010 års MLB-draft av Colorado Rockies men inget kontrakt upprättades. Han började istället studera vid Gonzaga University och spelade samtidigt för deras idrottsförening Gonzaga Bulldogs. År 2013 blev Gonzalez åter tillgänglig för MLB-draften och valdes då av Cardinals, ett kontrakt upprättades mot att Gonzalez fick en kontant bonus på 1,85 miljoner amerikanska dollar.